# 山田芳太郎
山田 芳太郎（やまだ ほうたろう、1898年 - 1945年4月1日）は、外務官僚。外務省調査局長などを務めた。

## 経歴
広島県出身。旧制修道中学校（現：修道中学校・高等学校）から東京帝国大学法学部に進み、1922年（大正11年）大学在学中に文官高等試験外交科に合格。翌年大学を退学し外務省に入省、広東官補に着任。その後在厦門領事、在アメリカ大使館一等書記官などを務めた。太平洋戦争末期の1945年、外務省調査局長として東南アジアへの救援物資配送の使節団（団長大東亜省次官竹内新平）に加わり、サイゴンで南方軍総司令官と、バンコクでタイのシンシナ外相、アパイウォン首相と会談。4月1日シンガポールから帰任の途中、台湾海峡において、病院船扱いの安導権をアメリカ政府によって保証されていた乗船阿波丸が米国潜水艦クイーンフィッシュによる国際法違反の雷撃によって沈没（阿波丸沈没事件）し在職中に逝去。享年47歳。